# Haud al-Gharbi
Haud al-Gharbi (arab. الحوض الغربي) – jeden z 12 regionów Mauretańskiej Republiki Islamskiej, położony w południowej części kraju.